# Viktor Nikonenko
Viktor Nikonenko (en russe : Виктор Никоненко) est un joueur russe de volley-ball né le 21 septembre 1980. Il mesure 1,96 m et joue central.

## Clubs
| Club             | De        | À         |
| ---------------- | --------- | --------- |
| SGIFK Smolensk   | 1999-2000 | 2006-2007 |
| Dinamo Léningrad | 2007-2008 | 2011-2012 |
| VK Grozny        | 2012-2013 | ...       |

## Palmarès
Néant.